# コダチヤハズカズラ

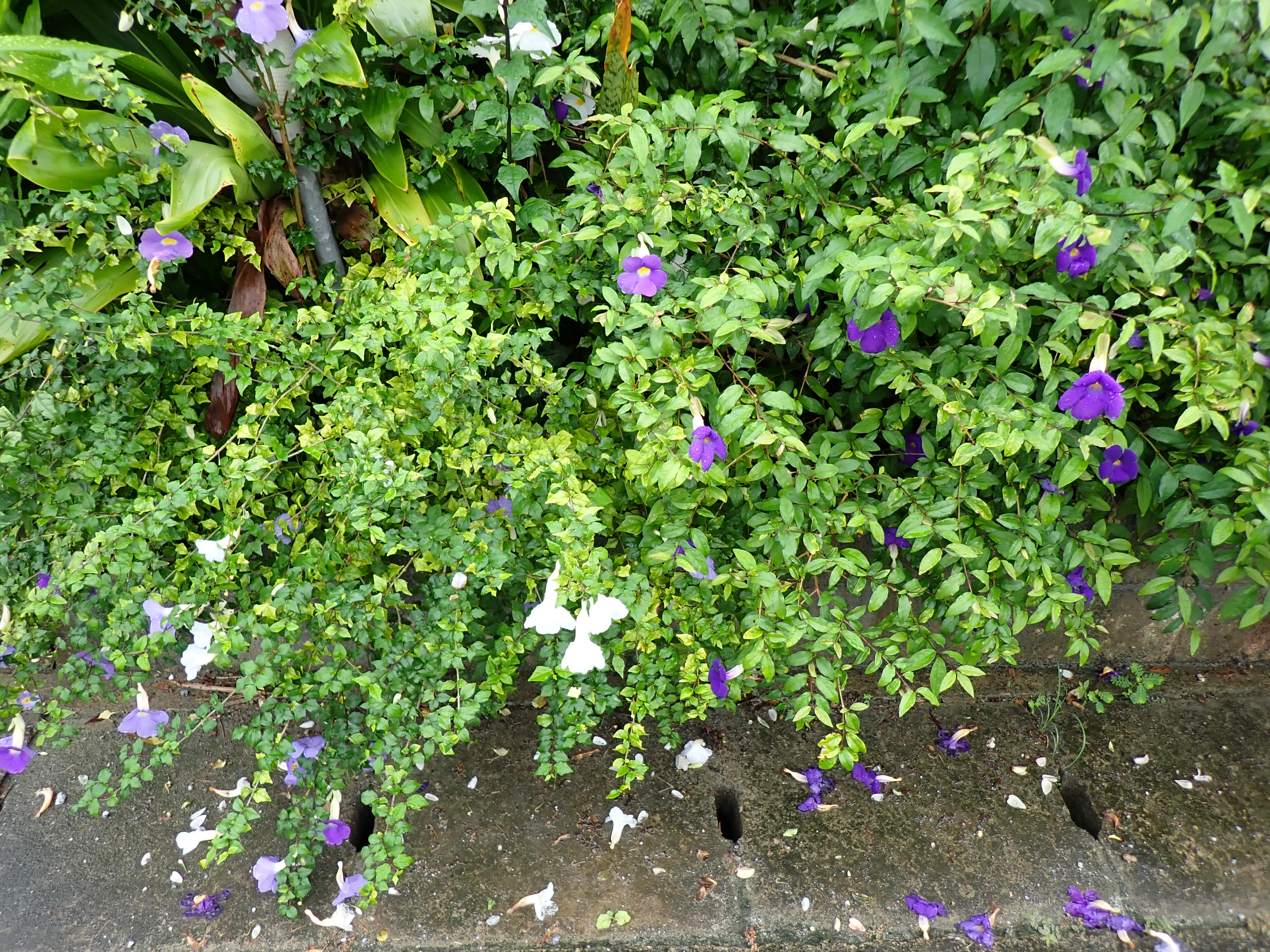
淡紫色（左）、白色品種（中央）のコダチヤハズカズラ及び濃紫色のムラサキヤハズカズラ（右）

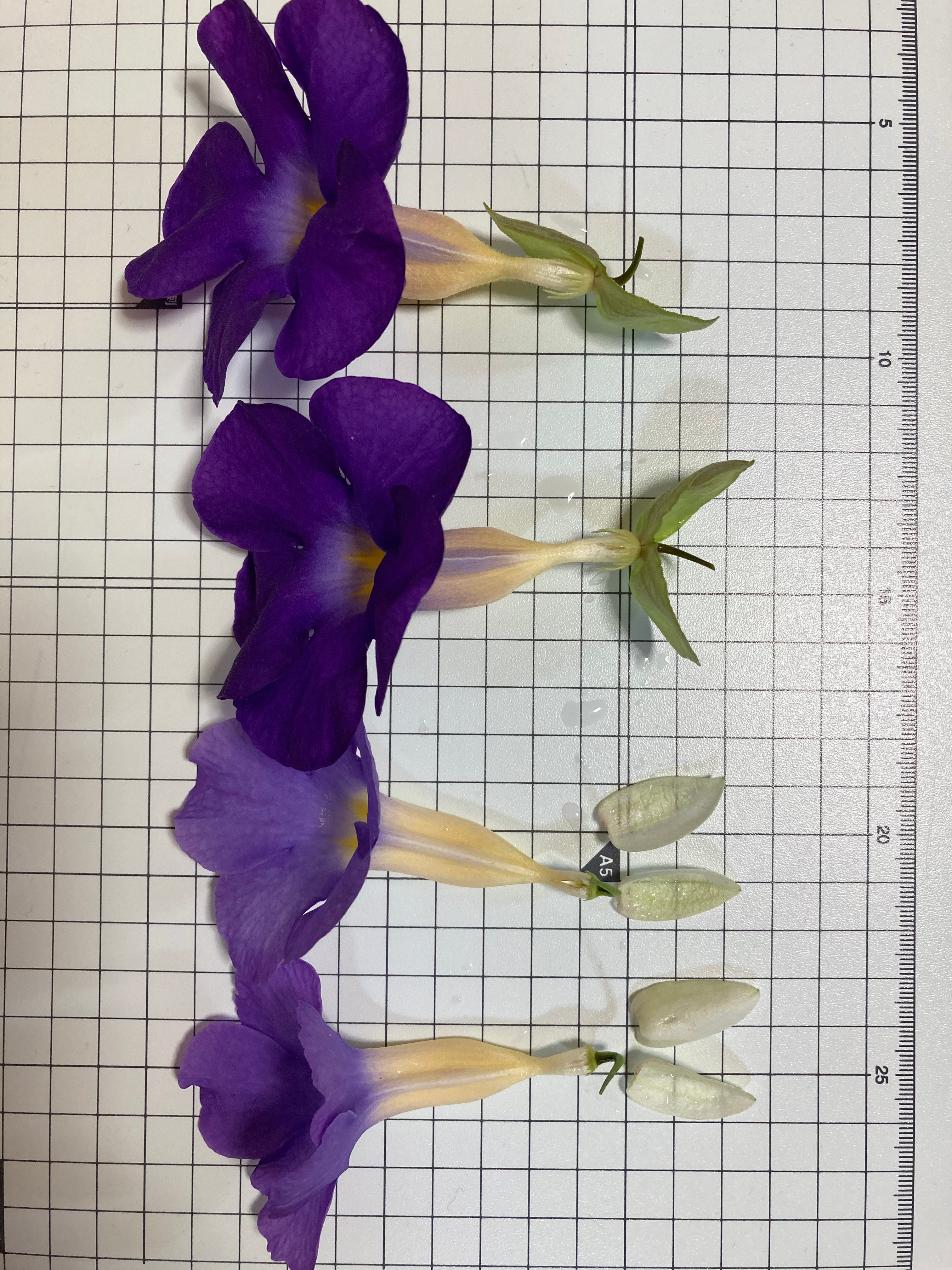
ムラサキヤハズカズラ（上）とコダチヤハズカズラ（下）の萼と花弁色の比較

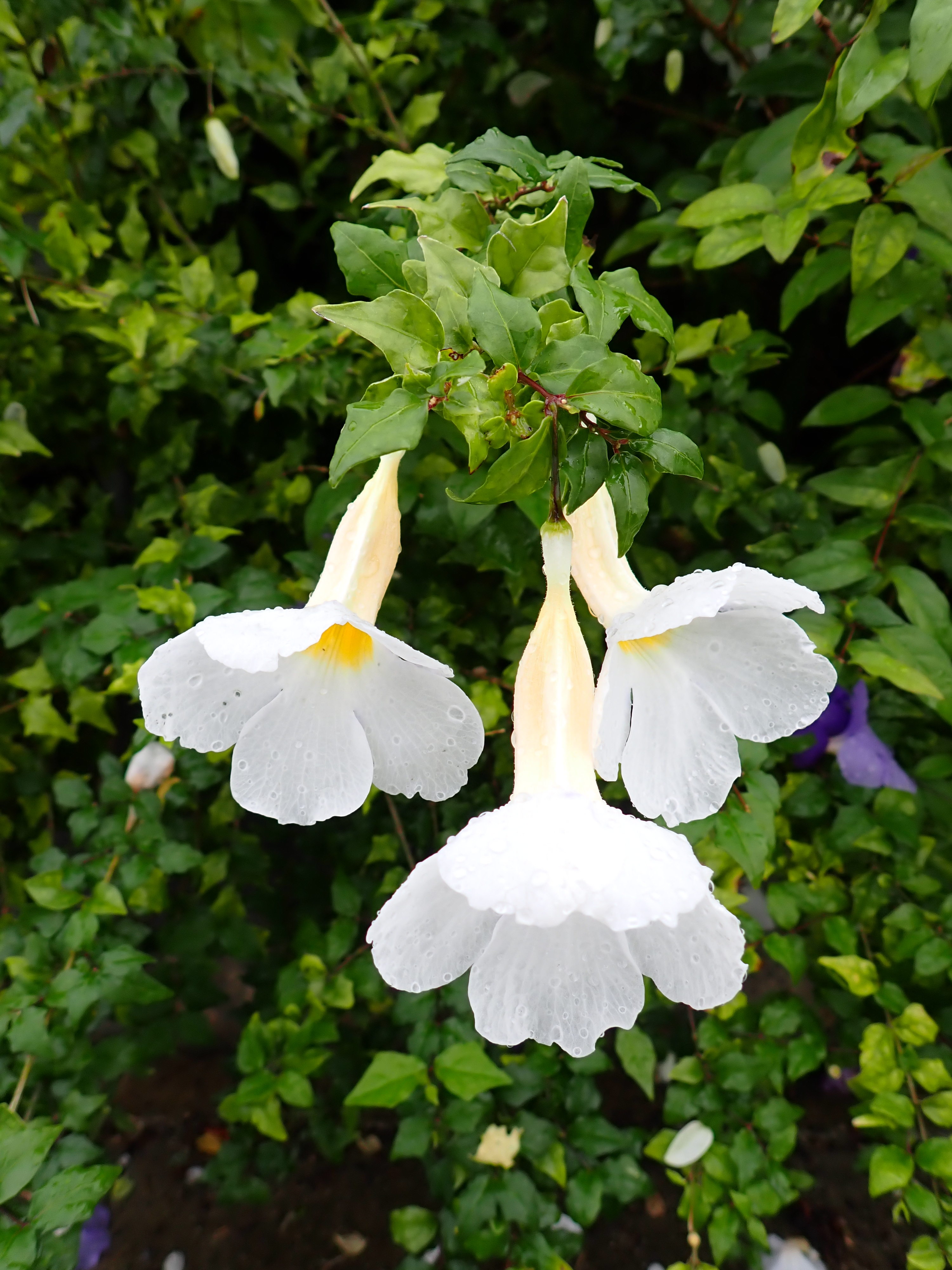
白色品種

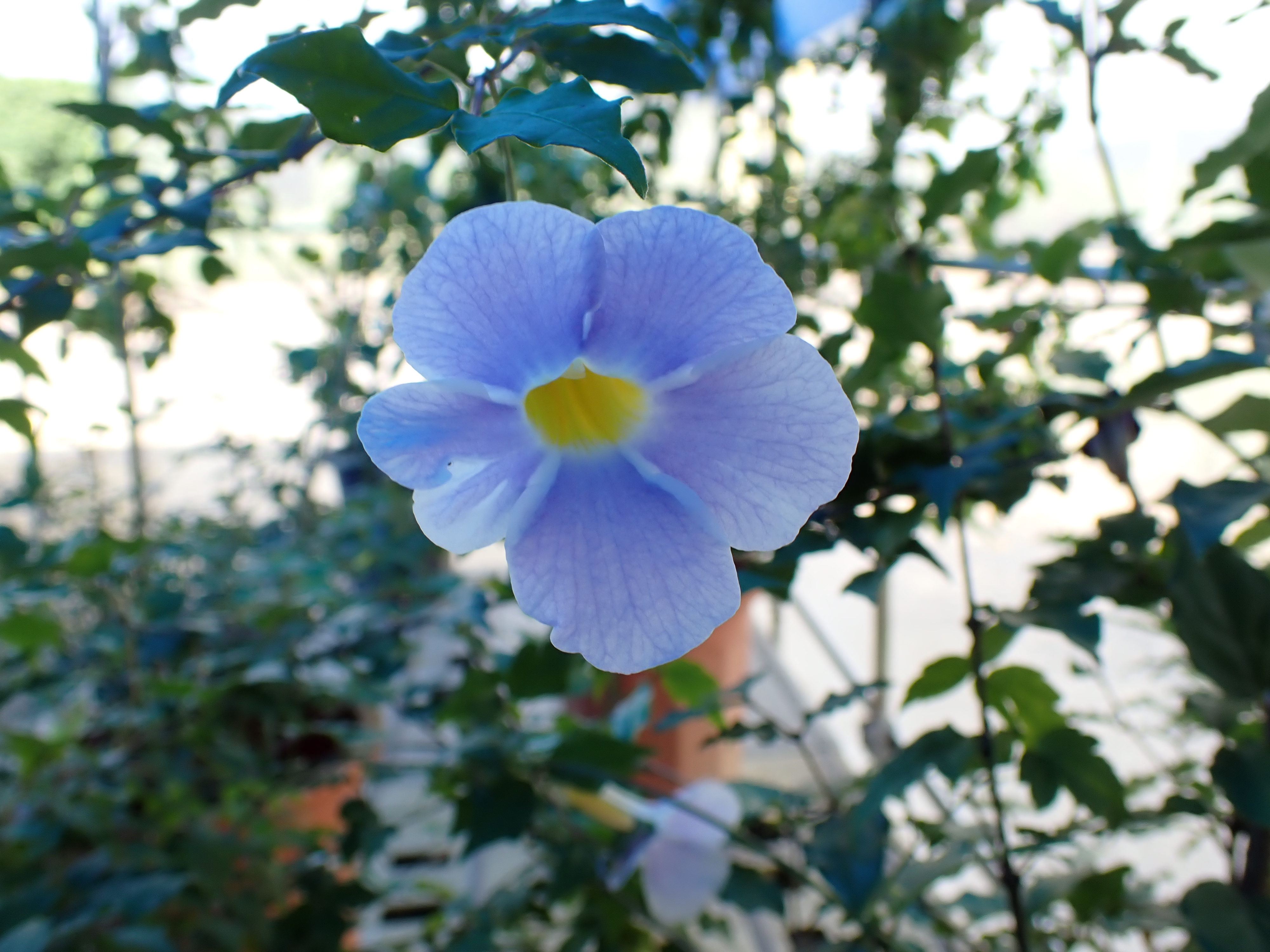
コダチヤハズカズラ’フェアリー・ムーン’（沖縄県石垣市）

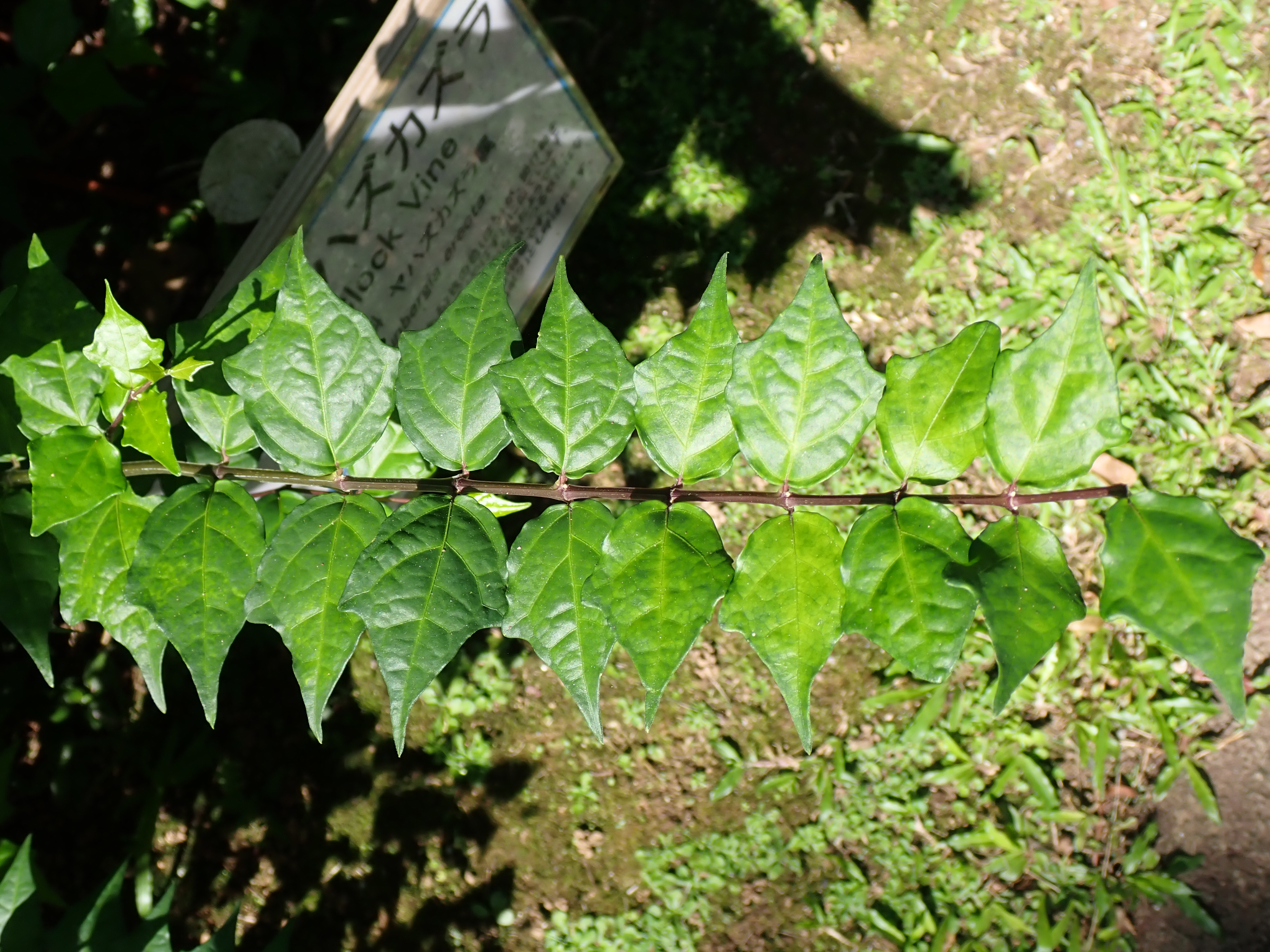
金魚型の葉（2024年10月 沖縄県沖縄市 東南植物楽園）

コダチヤハズカズラ（別名：キンギョボク、学名：Thunbergia erecta）はキツネノマゴ科ヤハズカズラ属の常緑半つる性低木。

## コダチヤハズカズラとムラサキヤハズカズラ
沖縄県内では萼長や葉形等が異なる２つの型がみられ、同様の形態を示す種をムラサキヤハズカズラとしている例があるが、本項ではT. erectaの基礎異名Meyenia erectaの原記載論文中の記述”calyce brevissimo”（萼は非常に短い）及び林・名嘉(2022)の記述に従い、短い萼をもつ種をコダチヤハズカズラに充てる。両種はヤハズカズラ属内でも遺伝子レベルで近縁とされる。

## 特徴
コダチヤハズカズラは高さ0.5–3 m、葉は長さ2–12 cmで、野生化した個体では大型の葉が現れる。葉形は浅く３裂～菱形で対生し、葉縁は全縁～鈍い鋸歯縁で、葉形は金魚の形にも似る。花はムラサキヤハズカズラに類似し、漏斗状で直径4–8 cm、５裂する外縁部は紫～淡紫色で中心は黄色、外から見た基部は白色。同一個体に咲く花でも紫色の濃淡に違いがみられるが、ムラサキヤハズカズラより淡い色調。この他に白花品種や、淡紫色の花に白覆輪が入る改良品種ツンベルギア・エレクタ 'フェアリー・ムーン'もある。萼は短い。

## 分布と生育環境、利用
熱帯アフリカ西部原産で、明治末年（白花品種は昭和10年）に日本へ入ったとされる。沖縄県内では時に林内に帰化。庭木や生垣、公園樹として利用される。日当りが良く、排水良好な場所へ植栽する。半日陰では徒長枝が発生し樹形が乱れるため、定期的に剪定を行う。挿木で繁殖可能。病虫害の発生はほとんど見られない。